# Uppdrag Sweet Tooth
Uppdrag Sweet Tooth är en roman av den brittiske författaren Ian McEwan. Romanen släpptes på engelska med titeln Sweet Tooth 2012, och kom ut i svensk översättning av Maria Ekman senare samma år. Likt de flesta andra av McEwans verk behandlar romanen tabu och moral.

## Handling
Genomgående teman i McEwans verk är tabu och moral, och dessa förekommer även i Uppdrag Sweet Tooth. Romanen utspelar sig i 1970-talets England, mitt under kalla kriget och efter 1968 års vänstervåg. MI5 vill genom skönlitterär propaganda verka för en motbild till vänstervågen, och Serena får i uppdrag att rekrytera författare till uppgiften. Universitetsläraren Tom rekryteras, men snart blir de förälskade i varandra och Serena tvingas fråga sig själv om hon skall avslöja vem hon egentligen är, eller fullfölja sitt uppdrag.